# Szczyt iberoamerykański

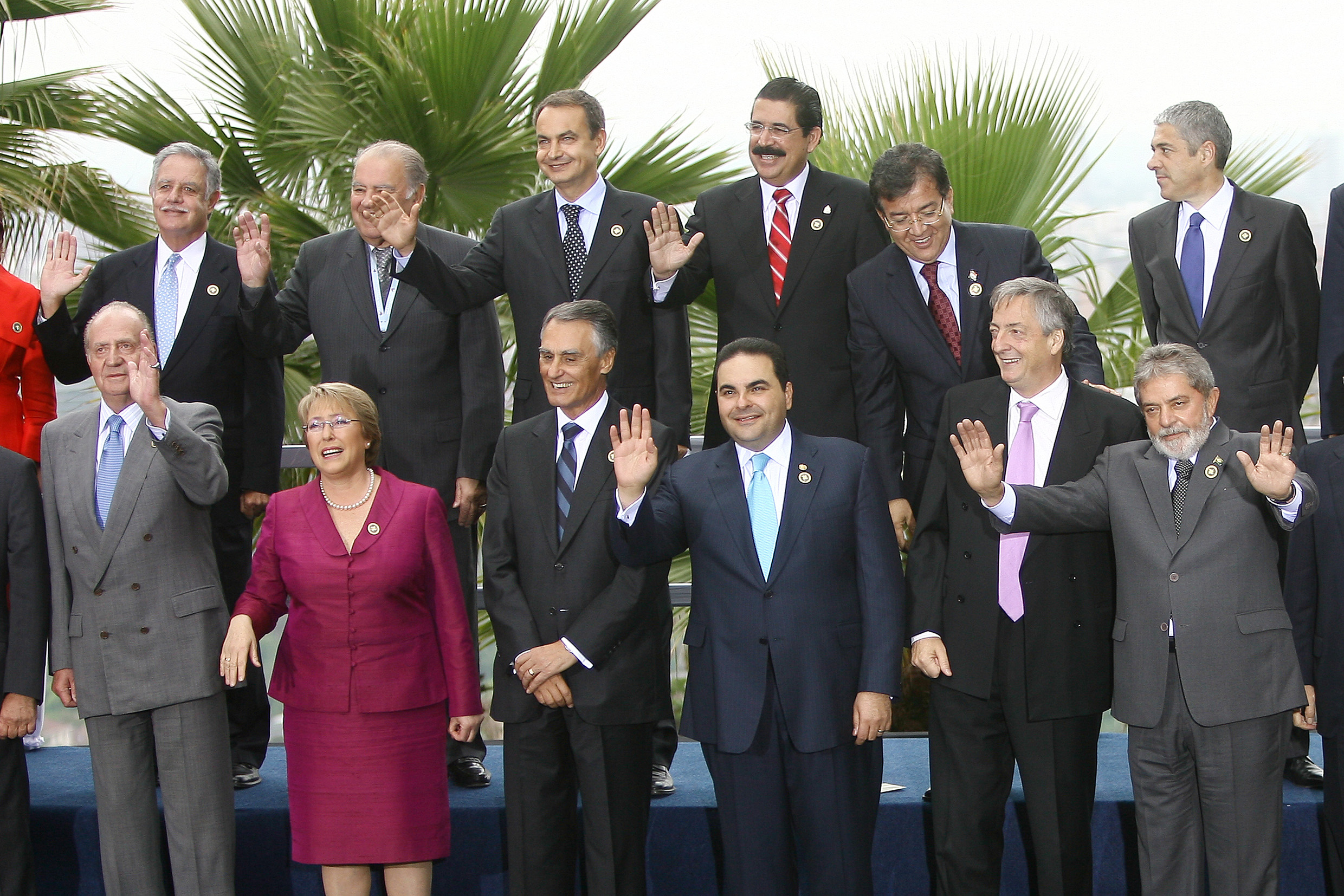
Przywódcy państw na szczycie w Chile

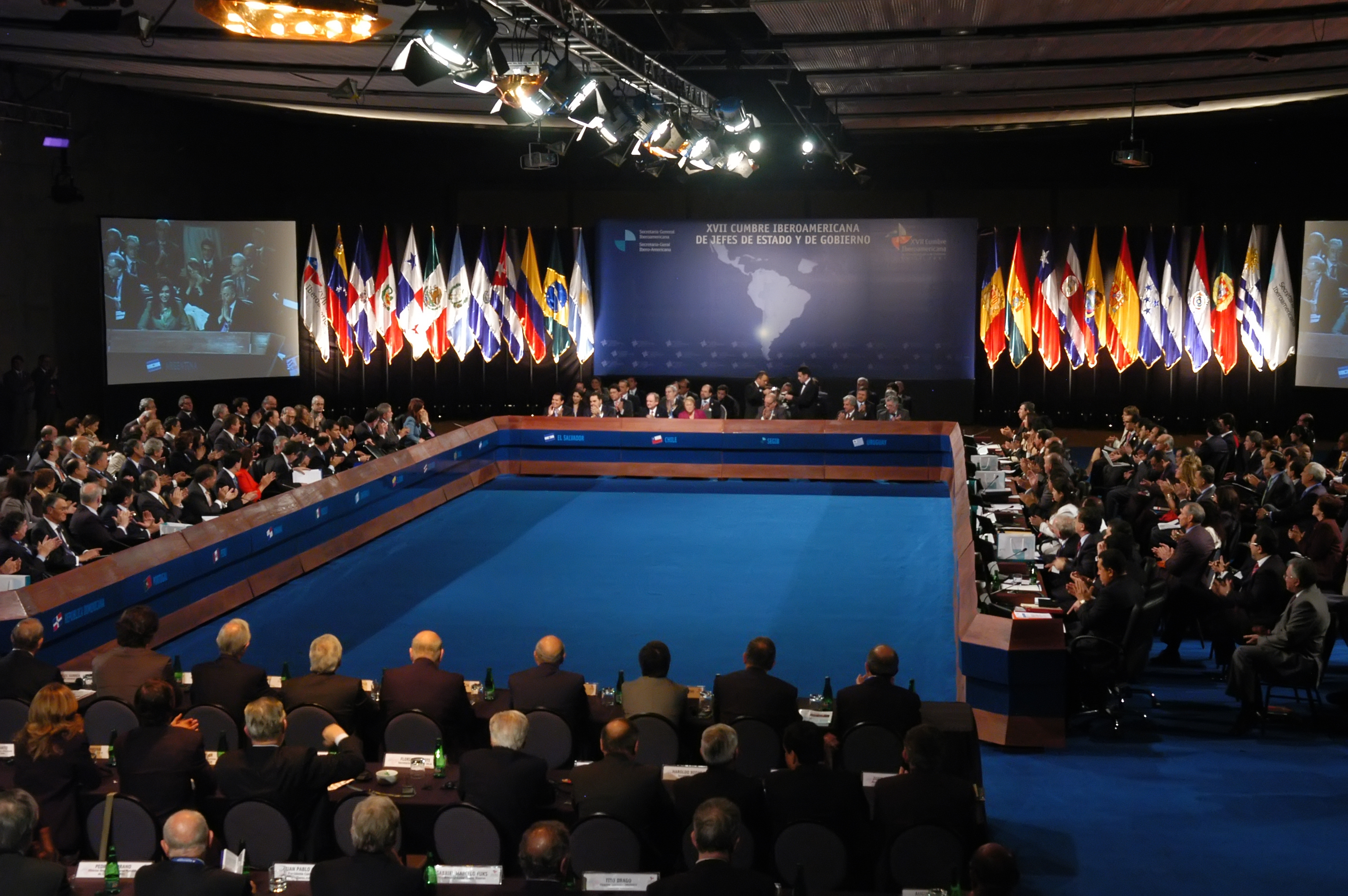
Szczyt Iberoamerykański w Chile w 2007

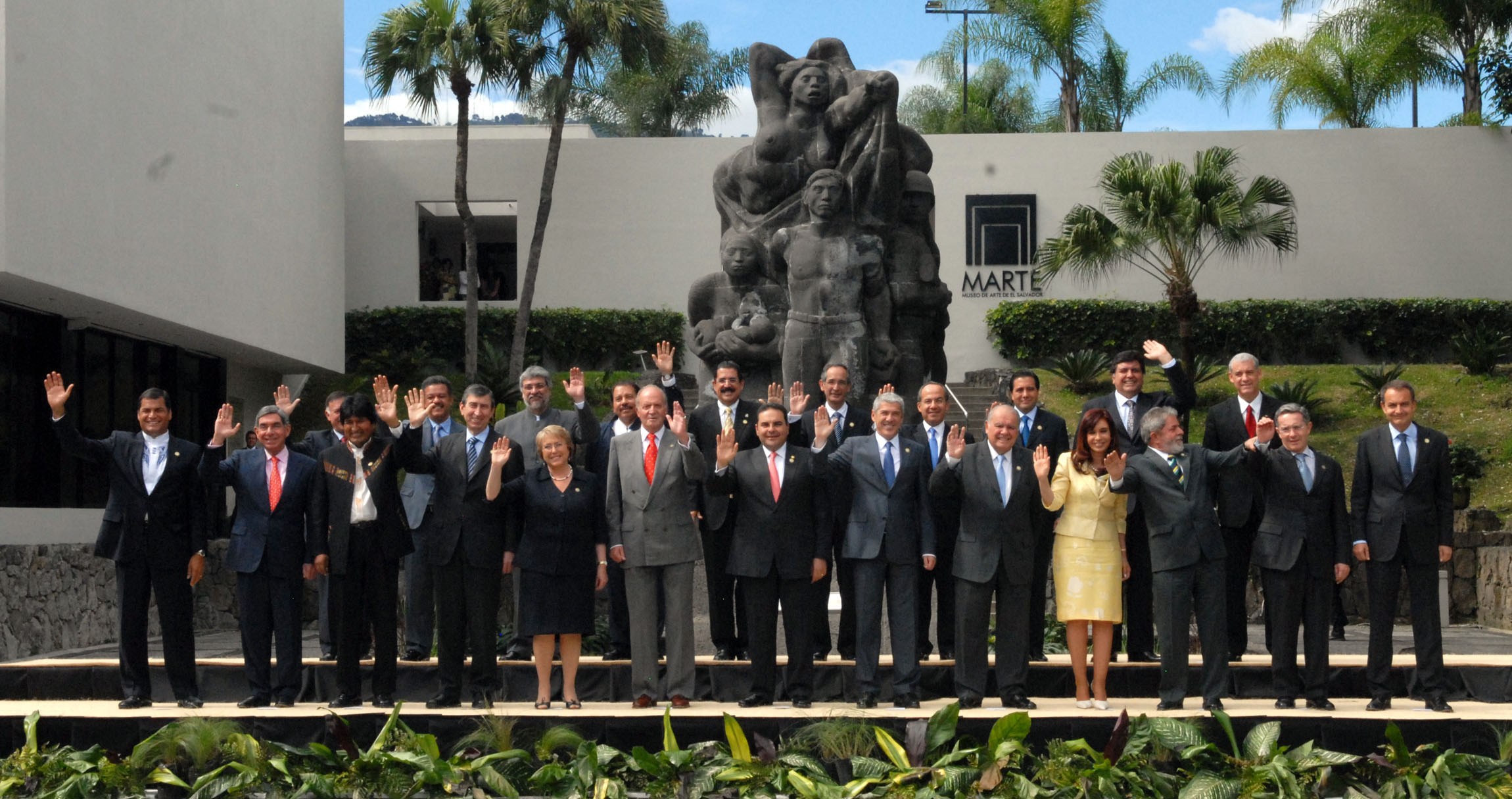
Przywódcy państw członkowskich na szczycie iberoamerykańskim w San Salvador (2008)

Szczyty iberoamerykańskie (oficjalna nazwa z hiszp. Las Cumbres Iberoamericanas de Jefes de Estado y de Gobierno) – corocznie odbywające się począwszy od 1991 r. szczyty, w których udział biorą przywódcy wszystkich latynoamerykańskich państw kontynentu, premier i król Hiszpanii, oraz premier Portugalii a także od 2004 r. również Andory.
W niektórych obradach szczytu uczestniczyło również Portoryko, państwo stowarzyszone ze Stanami Zjednoczonymi, reprezentowanym przez sekretarza stanu.
Wniosek o stałe członkostwo w szczytach złożyły: Gwinea Równikowa, Filipiny i Timor Wschodni, jednakże do tej pory pełne członkostwo tych państw nie zostało zrealizowane. Pierwszy szczyt iberoamerykański odbył się 18/19 lipca 1991 r. w Guadalajarze w Meksyku.
Głównym celem sojuszu jest wspieranie rozwoju gospodarczego, integracja regionu, rozwój wolnego handlu, wspólny rynek, koordynacja polityki w sprawach socjalnych, ekonomicznych i politycznych itp…

## Miejsca odbywania się szczytów
| Rok  | Miejsce                 | Data                     | Szczyt                        |
| ---- | ----------------------- | ------------------------ | ----------------------------- |
| 1991 | Guadalajara             | 18 - 19 lipca            | I Szczyt Iberoamerykański     |
| 1992 | Madryt                  | 23 - 24 lipca            | II Szczyt Iberoamerykański    |
| 1993 | Salvador                | 15 - 16 lipca            | III Szczyt Iberoamerykański   |
| 1994 | Cartagena de Indias     | 14 - 15 czerwca          | IV Szczyt Iberamerykański     |
| 1995 | San Carlos de Bariloche | 16 - 17 października     | V Szczyt Iberoamerykański     |
| 1996 | Santiago i Viña del Mar | 13 - 14 listopada        | VI Szczyt Iberoamerykański    |
| 1997 | Margarita               | 8 - 9 listopada          | VII Szczyt Iberoamerykański   |
| 1998 | Porto                   | 17 - 18 października     | VIII Szczyt Iberoamerykański  |
| 1999 | Hawana                  | 15 - 16 listopada        | IX Szczyt Iberoamerykański    |
| 2000 | Panama                  | 17 - 18 listopada        | X Szczyt Iberoamerykański     |
| 2001 | Lima                    | 17 - 18 listopada        | XI Szczyt Iberoamerykański    |
| 2002 | Bávaro                  | 15 - 16 listopada        | XII Szczyt Iberoamerykański   |
| 2003 | Santa Cruz de la Sierra | 14 - 15 listopada        | XIII Szczyt Iberoamerykański  |
| 2004 | San José                | 18 - 20 listopada        | XIV Szczyt Iberoamerykański   |
| 2005 | Salamanka               | 14 - 15 października     | XV Szczyt Iberoamerykański    |
| 2006 | Montevideo              | 3 - 5 listopada          | XVI Szczyt Iberoamerykański   |
| 2007 | Santiago                | 8 - 10 listopada         | XVII Szczyt Iberoamerykański  |
| 2008 | San Salvador            | 29 - 31 października     | XVIII Szczyt Iberoamerykański |
| 2009 | Estoril                 | 30 listopada - 1 grudnia | XIX Szczyt Iberoamerykański   |
| 2010 | Mar del Plata           | 3 - 4 grudnia            | XX Szczyt Iberoamerykański    |
| 2011 | Asunción                | 28 - 29 października     | XXI Szczyt Iberoamerykański   |
| 2012 | Kadyks                  | 16 - 18 listopada        | XXII Szczyt Iberoamerykański  |
| 2013 | Panama                  | 16 - 18 października     | XXIII Szczyt Iberoamerykański |
| 2014 | Veracruz                | 8 - 9 grudnia            | XXIV Szczyt Iberoamerykański  |
| 2016 | Cartagena de Indias     | 28 - 29 października     | XXV Szczyt Iberoamerykański   |
| 2018 | Antigua                 | 15 - 16 listopada        | XXVI Szczyt Iberoamerykański  |
| 2021 | Andora                  | 21 kwietnia              | XXVII Szczyt Iberoamerykański |